# Holotrichia intersa
Holotrichia intersa är en skalbaggsart som beskrevs av Max Quedenfeldt 1884. Holotrichia intersa ingår i släktet Holotrichia och familjen Melolonthidae. Inga underarter finns listade i Catalogue of Life.